# Michel Braud
Michel Braud (n. 1959 ) es un profesor universitario y teórico de la literatura francés.  Autor de La forme des jours. Pour une poétique du Journal personnel (2006) 

## Biografía
Licenciado en Lettres modernes, se doctoró por la Universidad de Nantes en 1990 con la tesis La tentación del suicidio en los escritos autobiográficos, de 1930 a 1970, bajo la dirección del profesor Michel Mercier. 
Fue sucesivamente profesor adjunto (maître de conférences) en la Universidad Bordeaux-Montaigne (1994), y más tarde catedrático (professeur) de lengua y literatura francesas en la Universidad de Pau y de los Países del Adour (2006), donde fue, entre otros cargos, subdirector del Collège SSH (facultades de Derecho y Letras) de 2018 a 2022. 
Es investigador en teoría y análisis del texto narrativo y del texto poético, con especial atención al diario personal y literario, así como al análisis transdiscursivo de la literatura y otros discursos. 

## Obras
- Le journal littéraire dans les contextes français et hispanique. Braud, M.; Luque Amo, A. (ed.). Presses Universitaires de Pau et des Pays de l'Adour: Pau, 2024.
- La forme des jours. Pour une poétique du Journal personnel. Seuil, collection "Poétique", 2006, 327 p.
- Introduction à l'analyse des textes littéraires français du XXe siècle (en collaboration). Cracovie, Institut de Philologie Romane de l'Université Jagellonne, coll. "Romanica cracoviensia", 1999, 232 p.
- La tentation du suicide dans les écrits autobiographiques : 1930-1970. Paris, P.U.F., 1992, 303 p.

### Ediciones
- Paule Régnier, Journal 1947-1950 (texte intégral) [présentation et annotation ; texte établi avec la collaboration d’Hélène Braud-Kretz]. Les Moments littéraires, n° 48, 2e semestre 2022, p. 83-118.
- Journal de Paule Régnier [choix et présentation des extraits et de l’iconographie ; texte établi avec la collaboration d’Hélène Braud-Kretz], sur le site Ecrisoi, Université de Rouen (mise en ligne le 15 mars 2022) : https://ecrisoi.univ-rouen.fr/ego-corpus/journal-de-paule-regnier.
- Journaux intimes. De Madame de Staël à Pierre Loti [textes choisis, présentés et annotés par Michel Braud]. Gallimard, "Folio classique", 2012, 606 p.
- Adèle, Adèle et Léontine. Journaux de jeunes filles protestantes à la fin du XIXe siècle [textes établis, annotés et présentés par Michel Braud et Hélène Charpentier]. Cairn, 2009, 158 p.

### Artículos
- « Journal intime et journal en ligne : éléments d’une poétique contrastive » , dans Michel Braud, Sabine Forero Mendoza et Nadia Mekouar-Hertzberg (dir.), Figures et frontières de l’intime à l’époque contemporaine. PUR, coll. « La Licorne », 2023, p. 153-163.
- « Formes et enjeux du journal dans l’œuvre de Paul-Jean Toulet » , dans Sandrine Bédouret-Larraburu, Isabelle Chol et Jérôme Hennebert (dir.), Paul-Jean Toulet, les « prismes » de l’écriture. PUPPA, 2021, p. 189-206.
- « L’auteur du journal intime », Theory now : journal of literature, critique and thought, vol. 4 n° 1, enero-junio 2021. http://dx.doi.org/10.30827/TNJ.v4i1.16870.
- « El establecimiento del diario personal en el sistema literario: el diario literario en Francia y en España », Revista de Literatura, 2020, julio-diciembre, vol. LXXXII, num. 164, p. 347-373. doi.org/10.3989/revliteratura.2020.02.013.
- « El diario personal en Francia a principios del siglo XXI : inflexiones de un género literario », Signa, n° 29 (2020), p. 21-35. DOI : 10.5944/signa.vol29.2020.27161.